# 韓国未来連合
韓国未来連合（かんこくみらいれんごう、韓国語: 한국미래연합）は、かつて存在した韓国の政党。略称は未来連合。

## 概要
第三共和国と第四共和国の時の韓国大統領である朴正煕（パク・チョンヒ）の長女でハンナラ党を脱党した政治家の朴槿恵（パク・クネ）を中心として結成され、代表には朴槿恵が就任した。
2002年12月に行われる第16代韓国大統領選挙をにらんだ新党結成であったが、思うように支持がのびず、結成直後に行われた全国同時地方選挙でも広域議員2名のみの当選に留まった（政党得票1.1％）。その後、大統領選挙での勝利を狙っていたハンナラ党の大統領候補李会昌の合流要請に応じて､11月19日に未来連合は解党し、ハンナラ党に合流した。